# Gran Peña Fútbol Club

El Gran Peña Fútbol Club es un club de fútbol español, que fue fundado en 1926 en el entonces ayuntamiento de Lavadores, parroquia de Vigo desde 1941. Actualmente disputa la Tercera Federación en el Grupo I.

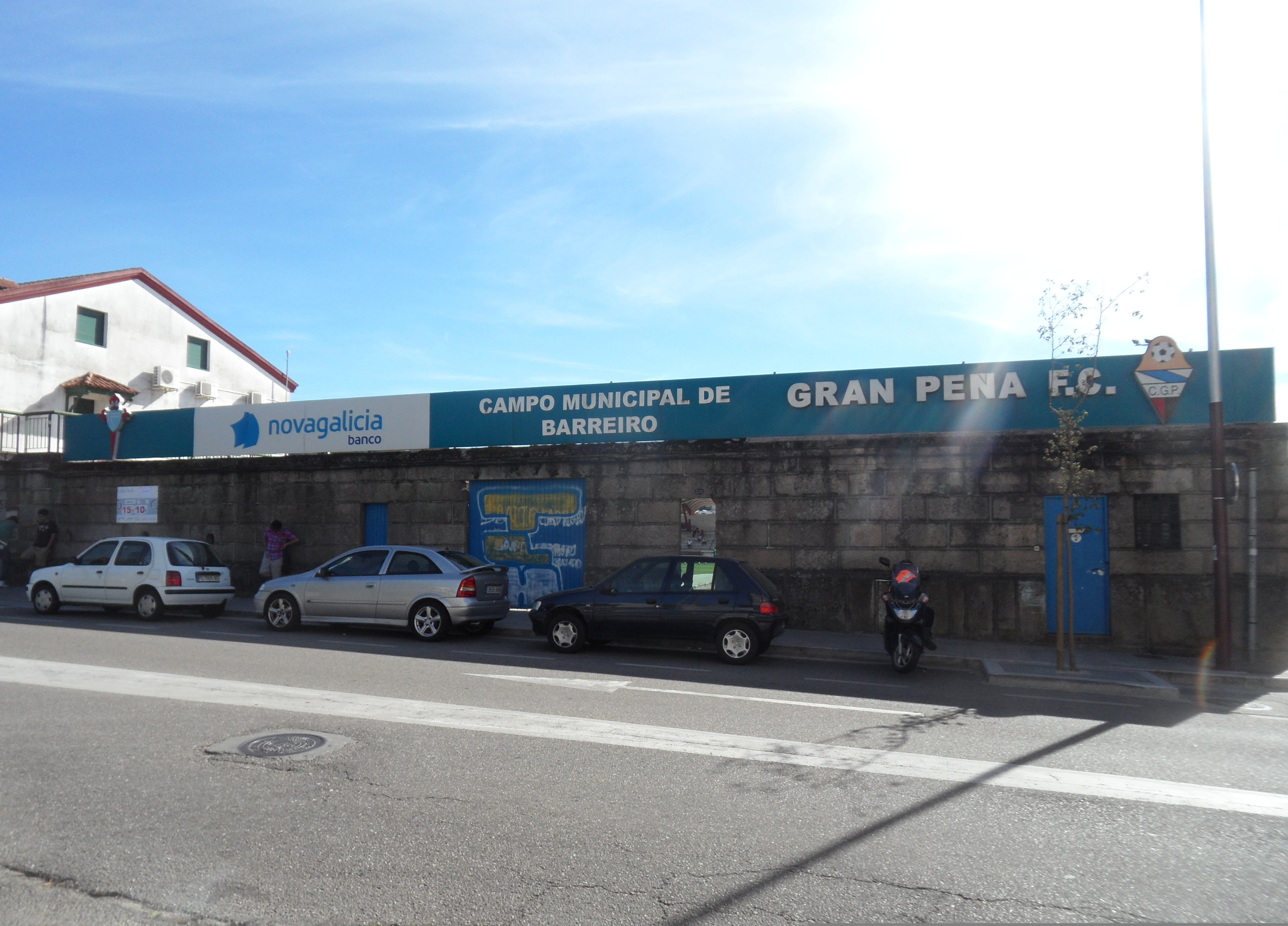
Campo municipal de Barreiro (Lavadores), estadio donde juega el Celta C-Gran Peña como local

El Gran Peña nunca ha dispuesto de un estadio en propiedad y a lo largo de su historia ha jugado en el Campo de La Florida, Balaídos, Campo de Coya y en mayor medida en el campo municipal de Barreiro, donde lo hace actualmente cuando juega como local.

## Historia
El Gran Peña se fundó en 1926 de la mano de una directiva presidida por Manuel Méndez y a la que pertenecían miembros que unos meses después serían también los fundadores del Turista. En los primeros años, al no disponer de campo propio y vallado, participa en una liga no federada con equipos clásicos de la ciudad como el Alerta, el Atalante o el ya mencionado Turista. En esos primeros años treinta el fútbol consistía en la disputa de copas locales que congregaban a un gran número de asistentes.
Durante la Guerra Civil la sede social del Gran Peña fue ocupada por la Falange y algunos de sus jugadores fallecieron. A partir de 1940 comienza a recuperarse el funcionamiento del club y en 1943 ingresa por fin en una competición federada, la Serie A de Galicia. En 1956 consigue su primer ascenso a tercera división después de proclamarse campeón de su grupo. Tras catorce temporadas consecutivas en tercera división consuma su descenso en 1970 debido a una reestructuración de la categoría. Tras la firma de un acuerdo de filialidad con el Celta en 1971, vuelve a proclamarse campeón de la Serie A en 1972, consiguiendo nuevamente el ascenso. En los años posteriores se convierte en un equipo ascensor entre las dos categorías, rechazando en 1980 una propuesta del Celta mediante la cual el cuadro de Lavadores pasaría a ser propiedad del club celeste.
En 1986 se produce el enésimo intento de fusión con el Turista, auspiciado por el entonces alcalde de Vigo, Manuel Soto, en el que entra en juego la compra de Barreiro por parte del Ayuntamiento de Vigo y se establece como condición indispensable que el club resultante se integre en la estructura del Celta. Tras casi dos años de reuniones el Gran Peña rechaza la fusión y es el Turista el que se convierte en el nuevo filial del Celta, al que se le concede la cesión de Barreiro en detrimento del Gran Peña, que se ve obligado a emigrar al Campo de Coya. Como consecuencia de este "destierro" se llevan a cabo una serie de manifestaciones ciudadanas y cortes de tráfico que se prolongan durante dos semanas. Ya en la década de los 90 el Gran Peña regresa a Barreiro para disputar sus partidos oficiales, compartiendo este feudo con el Celta "B" hasta la actualidad.
El 9 de julio de 2021 se aprueba en la asamblea de socios del club el acuerdo mediante el cual éste se convierte en segundo filial del Celta, integrándose en su estructura propia, con una vigencia inicial de tres años y pasando a denominarse a efectos prácticos Real Club Celta C-Gran Peña. En la primera temporada pasa a vestir los colores del Celta en su indumentaria, luciendo en la camiseta los escudos de ambos clubes. Se trata por tanto de la segunda vez en la historia que el Gran Peña ejerce de filial céltico, después del período comprendido entre 1971-1988, si bien por aquel entonces lo hizo conservando su independencia como club.
El 22 de mayo de 2022 y a falta de una jornada para la conclusión del campeonato, consigue el ascenso, trece años después, a Tercera Federación.
| Temporada | Nivel | Categoría    | Puesto |
| --------- | ----- | ------------ | ------ |
| 1956/57   | 3     | 3.ª División | 9.º    |
| 1957/58   | 3     | 3.ª División | 3.º    |
| 1958/59   | 3     | 3.ª División | 6.º    |
| 1959/60   | 3     | 3.ª División | 9.º    |
| 1960/61   | 3     | 3.ª División | 10.º   |
| 1961/62   | 3     | 3.ª División | 13.º   |
| 1962/63   | 3     | 3.ª División | 11.º   |
| 1963/64   | 3     | 3.ª División | 13.º   |
| 1964/65   | 3     | 3.ª División | 5.º    |
| 1965/66   | 3     | 3.ª División | 14.º   |
| 1966/67   | 3     | 3.ª División | 8.º    |
| 1967/68   | 3     | 3.ª División | 5.º    |
| 1968/69   | 3     | 3.ª División | 10.º   |
| 1969/70   | 3     | 3.ª División | 13.º   |
| 1970/71   | 4     | Serie A      | 3.º    |
| 1971/72   | 4     | Serie A      | 1.º    |
| 1972/73   | 3     | 3.ª División | 17.º   |
| 1974/75   | 3     | 3.ª División | 17.º   |
| 1975/76   | 4     | Serie A      | 2.º    |
| 1976/77   | 3     | 3.ª División | 19.º   |
| 1977/78   | 4     | 3.ª División | 5.º    |
| 1978/79   | 4     | 3.ª División | 5.º    |
| 1979/80   | 4     | 3.ª División | 18.º   |
| 1980/81   | 4     | 3.ª División | 3.º    |
| 1981/82   | 4     | 3.ª División | 5.º    |
| 1982/83   | 4     | 3.ª División | 5.º    |
| 1983/84   | 4     | 3.ª División | 5.º    |
| 1984/85   | 4     | 3.ª División | 7.º    |
| 1985/86   | 4     | 3.ª División | 4.º    |
| 1986/87   | 4     | 3.ª División | 8.º    |
| 1987/88   | 4     | 3.ª División | 11.º   |
| 1988/89   | 4     | 3.ª División | 8.º    |
| 1989/90   | 4     | 3.ª División | 7.º    |
| 1990/91   | 4     | 3.ª División | 9.º    |
| 1991/92   | 4     | 3.ª División | 12.º   |
| 1992/93   | 4     | 3.ª División | 9.º    |

| Temporada | Nivel | Categoría             | Puesto |
| --------- | ----- | --------------------- | ------ |
| 1993/94   | 5     | Regional Preferente   | 2.º    |
| 1994/95   | 4     | 3.ª División          | 17.º   |
| 1995/96   | 4     | 3.ª División          | 14.º   |
| 1996/97   | 4     | 3.ª División          | 7.º    |
| 1997/98   | 4     | 3.ª División          | 11.º   |
| 1998/99   | 4     | 3.ª División          | 18.º   |
| 1999/00   | 5     | Regional Preferente   | 19.º   |
| 2000/01   | 6     | Primera regional      | 1.º    |
| 2001/02   | 5     | Regional Preferente   | 6.º    |
| 2002/03   | 5     | Regional Preferente   | 10.º   |
| 2003/04   | 5     | Regional Preferente   | 6.º    |
| 2004/05   | 5     | Regional Preferente   | 7.º    |
| 2005/06   | 5     | Regional Preferente   | 8.º    |
| 2006/07   | 5     | Preferente Autonómica | 3.º    |
| 2007/08   | 5     | Preferente Autonómica | 1.º    |
| 2008/09   | 4     | 3.ª División          | 20.º   |
| 2009/10   | 5     | Preferente Autonómica | 11.º   |
| 2010/11   | 5     | Preferente Autonómica | 10.º   |
| 2011/12   | 5     | Preferente Autonómica | 16.º   |
| 2012/13   | 6     | Primera Autonómica    | 6.º    |
| 2013/14   | 6     | Primera Autonómica    | 11.º   |
| 2014/15   | 6     | Primera Autonómica    | 12.º   |
| 2015/16   | 6     | Primera Autonómica    | 7.º    |
| 2016/17   | 6     | Primera Galicia       | 9.º    |
| 2017/18   | 6     | Primera Galicia       | 6.º    |
| 2018/19   | 6     | Primera Galicia       | 6.º    |
| 2019/20   | 5     | Preferente Galicia    | 17.º   |
| 2020/21   | 5     | Preferente Galicia    | 4.º    |
| 2021/22   | 6     | Preferente Galicia    | 2.º    |
| 2022/23   | 5     | Tercera Federación    | 6.º    |

## Trofeos amistosos
- Trofeo Ciudad de Pontevedra: (2) 1972, 1994
- Trofeo San Roque (Villagarcía de Arosa): (1)

## Nombres del club
- Gran Peña Football Club (1926-1941)
- Club Gran Peña (1941-1971)
- Club Gran Peña Celtista (1971-1988)
- Gran Peña Fútbol Club (1988-2021)
- Real Club Celta C-Gran Peña (2021-2024)
- Gran Peña Fútbol Club (2024-